# Kenta Kamakari
Kenta Kamakari (鎌苅 健太 Kamakari Kenta?,  Osaka, Prefectura de Osaka, 17 de febrero de 1984) es un actor, seiyū y cantante japonés, principalmente conocido por su papel de Ryō Shishido en los musicales de The Prince of Tennis y Itsuki Minami en Air Gear, tanto en la serie de anime como en su respectiva adaptación a musical.

## Biografía
Kamakari nació el 17 de febrero de 1984 en la ciudad de Osaka, prefectura de Osaka. Debido al éxito del musical de Air Gear, este fue renovado para nuevas funciones en mayo de 2007. Sin embargo, Kamakari fue hospitalizado el 21 de abril de 2007 y por ende no fue capaz de repetir su rol. Fue reemplazado por Ryuji Kamiyama, quien originalmente interpretaba el papel de Romeo. En febrero de 2008, Kamakari anunció en su blog que estaba completamente recuperado y que volvería a trabajar. También fue el líder y vocalista de la banda de rock Cocoa Otoko, la cual debutó en 2010, pero se disolvió algún tiempo después.

## Vida personal
En 2017, Kamakari contrajo matrimonio con la también actriz Yūria Haga. El 24 de julio de 2018, Kamakari anunció el nacimiento de su primer hijo, una niña.

## Filmografía

### Televisión
- Tsubasa no Oreta Tenshitachi (Fuji TV, 2006) cameo
- Princess Princess D (TV Asahi, 2006) como Mikoto Yutaka
- Happy Boys (Avex Entertainment, 2007) como Akasaka Junta
- Oretachi wa Tenshi da! No Angel No Luck (TV Tokyo, 2009) como Darts
- Heaven's Rock (KTV, 2010) como Teppei
- Hanawake no Yon shimai (TBS, 2011)

### Anime
- Air Gear - como Itsuki Minami
- Katekyō Hitman Reborn! - como Dino Cavallone
- Holy Talker - como Renga Takayama
- Lovely Complex - como Kazuki Kohori

### Películas
- The Prince of Tennis
- Arakure Knight (2007)
- Shinjukuku Kabukichou Hoikuen (2009)

### Musicales
- THE BUSAIKU
- Tenimyu: The Imperial Match Hyotei Gakuen (2005) como Ryō Shishido
- Tenimyu: The Imperial Match Hyotei Gakuen in winter (2005–2006) como Ryō Shishido
- Tenimyu: Dream Live 3rd (2006) como Ryō Shishido
- Tenimyu: Advancement Match Rokkaku feat. Hyotei Gakuen (2006) como Ryō Shishido
- Musical Air Gear (2007/01/7-14, 2007/01/19-21) como Itsuki Minami
- Tenimyu: The Imperial Presence Hyotei Gakuen feat. Higachuu (2008) como Ryō Shishido
- Musical Air Gear Musical Air Gear vs. Bacchus Top Gear Remix (2010) como Itsuki Minami
- SHOW BY ROCK!! Live Musical "SHOW BY ROCK!!" ~THE FES II-Thousand XVII~ (2017) como Shu☆Zo